# 大沼枕山
大沼枕山（日语：／ Ōnuma Chinzan，1818年4月24日—1891年10月1日），名厚、字子寿、号水竹居、臺領、枕山，是日本江户时代后期至明治时代初期的汉诗诗人。

## 生平
文化15年（1818年）3月19日，大沼枕山出生，父亲是大沼次右卫门，为一个幕府小吏。文政10年（1827年）12月24日，大沼枕山的父亲去世，享年66岁，他寄居于叔父次郎右卫门（竹渓弟 号杉井）门下，在鷲津毅堂学习文化知识。天保6年（1835年），大沼枕山拜入菊池五山门下，开始学习汉诗。
天保8年（1837年），大沼枕山开始创作自己的诗歌。天保9年（1838年），大沼枕山的处女作《房山集》刊行，得到菊池五山等的大力支持。天保11年（1840年），大沼枕山的《枕山咏物诗》刊行。嘉永2年（1849年），《枕山绝句钞》刊行。嘉永3年（1850年），《同人集 初编 二卷》刊行。嘉永4年（1851年），《同人集 二编 二卷》刊行。嘉永6年（1853年），《咏雪诗》刊行。安政2年（1855年），《同人集 三编 二卷》刊行。
安政3年（1856年）9月晦日，妻子因病去世。安政4年（1857年），大沼枕山在信州游历。安政6年（1859年）初秋，《枕山诗钞初编 三卷》刊行。万延元年（1860年）2月，长子出生，不久之后夭折。
文久元年（1861年），《枕山诗钞第二编 三卷》刊行。文久4年（1864年），《大沼枕山编 竹渓先生遺稿》刊行。明治2年（1869年），《东京乐事》刊行。明治8年（1875年），《下谷吟社诗 三卷》刊行。明治11年（1878年），《江戸名胜诗》刊行，《江戸梦华诗》刊行。明治18年（1885年），《历代咏诗百律》刊行。明治24年（1891年）10月1日，大沼枕山因病去世。
明治26年（1893年），《枕山先生遺稿》刊行。

## 作品
- 《房山集》 1册 天保9年（1838）刊
- 《枕山咏物诗》 1册 天保11年（1840）刊
- 《枕山诗钞七絶》 1册 嘉永2年（1849）刊
- 大沼枕山·编 《同人集 初编》 2册 嘉永3年（1850）刊
- 大沼枕山·编 《同人集 二编》 2册 嘉永4年（1851）刊
- 《咏雪诗》 1册 嘉永6年（1853）刊
- 服部孝·编、大沼厚・批判 《同人集 三编》 2册 安政2年（1855）刊
- 《枕山诗钞 初编》 3册 安政6年（1859）刊
- 《枕山诗钞 二编》 3册 文久元年（1861）刊
- 《枕山诗钞 三编》 3册 庆應3年（1867）刊
- 大沼枕山编 《竹渓先生遗稿》 1册 文久4年（1864）刊
- 《観月小稿》 1册 庆應元年（1865）刊
- 大沼枕山·编 《东京乐事》1帖 明治2年（1869）刊
- 《下谷吟社诗》 3册 明治8年（1869）刊
- 《江戸名胜诗》 1册 明治11年（1875）刊
- 《歷代咏史百律》 1册 明治18年（1885）刊
- 大沼嘉年·编 《枕山先生遗稿》 1册 明治26年（1893）刊
- 《枕山大沼翁雑诗》 1册 刊年不明
- 《枕山随笔》 5册（自笔诗稿）